# Johannes Burchart VI
Johnannes Burchard VI (Burchard von Béllawary de Sycava) (1718 - 1756) fut, comme son père, le pharmacien et le médecin de la ville de Tallinn en gouvernement d'Estonie.

## Biographie
Il est le fils du docteur Johannes Burchart V et de Marie Wengler, de Lübeck. Il étudie la médecine à Halle et y est reçu docteur en 1743. Il y mène une vie épanouie et sans souci à laquelle il ne compte pas mettre fin si rapidement: plusieurs lettres d'admonestation et 1 000 roubles qui lui sont envoyés pour faire le voyage ne suffisent pas à le convaincre. Seul l'avertissement ferme des détenteurs de l'héritage des Burcharts le ramène à Tallinn en 1746. Ses études à l'étranger ont coûté pour l'époque une somme considérable : 5 562 roubles et 69 kopecks. Il accepte le poste de Stadtphysikus (« médecin de la ville ») le 16 mai 1746 et gère la pharmacie héritée de son père.
Un rescrit du Gouverneur général du 10 mai 1746 lui annonce la mise en place d'une batterie sur le Heukoppel de son domaine de Lacksberg (Johannisthal). Les affaires sont encourageante et il achète en 1755 à l'héritier du maire de Tallinn Heinrich von zur Mülhen l'établissement "Krambude" dans le Weckengang de Tallinn pour 408 roubles. 
Johann était seigneur de Märjamaa et le premier titulaire d'un majorat fondé en 1741. Il est le père de Johannes Burchart VII (1748-1808).
Il était marié à Margarethe Elisabeth von Wistinghausen (1730-1801). Veuve, elle se remarie au juge et major Frommhold von Knorring zu Weissenfels (1721–1780) et se retire avec ses enfants à la campagne. Elle est l'arrière grand-mère de Arthur von Oettingen (en), physicien, musicologue, de Alexander von Oettingen (en), théologien et statisticien et de Georg von Oettingen (en), ophthalmologist. Elle gère la pharmacie de 1757 à 1772, administrée par Carl Christian Fick.

## Ouvrage
- Diss. inaug. med., De necessaria funiculi umbilicalis vi vasorum structurae in nuper natis deligatione, La Halle, 1750